# Sertularella helenae
Sertularella helenae är en nässeldjursart som beskrevs av Vervoort 1993. Sertularella helenae ingår i släktet Sertularella och familjen Sertulariidae. Inga underarter finns listade i Catalogue of Life.